# Po'ouli
De po'ouli (Melamprosops phaeosoma) is een uitgestorven zangvogel uit de familie Fringillidae (vinkachtigen). Het was een ernstig bedreigde, endemische vogelsoort op Maui.

## Kenmerken

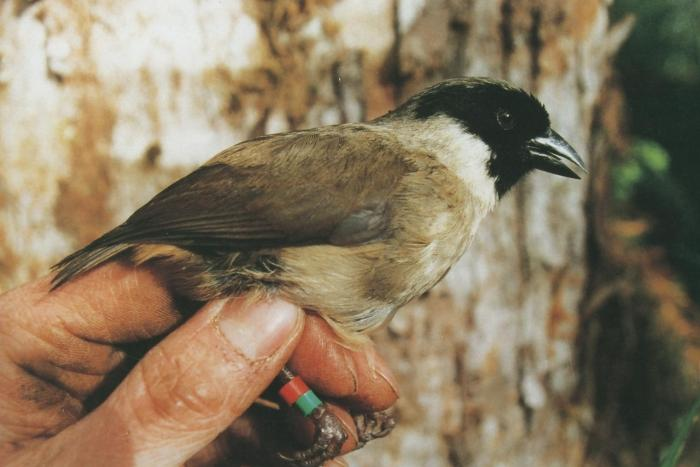
Po'Ouli

De vogel was 14 cm lang; het was een plompe vogel met een korte staart en een korte, dikke vinkensnavel. De vogel was bruinzwart op de rug en van onder grijswit. Door het oog liep een brede, zwarte oogstreep als een masker. Onvolwassen vogels waren meer bruin van boven.

## Verspreiding en leefgebied
Deze soort was endemisch op het eiland Maui (Hawaï). Het leefgebied bestond uit afgelegen montane bossen op 1400 tot 2100 m hoogte boven de zeespiegel. Uit fossielen blijkt dat het voorkeursleefgebied lager lag in droger en warmer bos dat nu verdwenen is.

## Status
De vogel werd in 1974 beschreven door medewerkers van het Bishop Museum in Honolulu. Na 1998 zijn geen bevestigde waarnemingen gedaan en in 2004 stierven de laatste in gevangenschap levende vogels. De po'ouli had een zeer klein verspreidingsgebied dat zwaar werd aangetast door ingevoerde varkens. Om deze redenen staat deze soort sinds 2019 als uitgestorven verklaard op de Rode Lijst van de IUCN.